# Stal automatowa
Stal automatowa – stal wykorzystywana do produkcji drobnych części np.: śrub, nakrętek, podkładek, końcówek węży hydraulicznych itp. Używana na części niepodlegające silnym obciążeniom. 
Stal taka, dostarczana w postaci prętów najczęściej ciągnionych lub łuszczonych, jest używana w automatach tokarskich, które pracując przy minimalnym nadzorze ludzkim, wymagają stali tworzącej krótkie i łamliwe wióry. Zapewnia się to przez zwiększony dodatek siarki do 0,35% i fosforu do 0,15%. Siarka, tworząca z metalami kruche siarczki, najbardziej wpływa na łamliwość wiórów.
Występują również stale automatowe do nawęglania lub ulepszania cieplnego. 
Do stali automatowych dodaje się takie pierwiastki jak ołów (Pb), bizmut (Bi) czy tellur (Te) celem zwiększenia prędkości skrawania.